# Macrocera puncticosta
Macrocera puncticosta är en tvåvingeart som beskrevs av Edwards 1934. Macrocera puncticosta ingår i släktet Macrocera och familjen platthornsmyggor. Inga underarter finns listade i Catalogue of Life.